# Левченко, Вера Ивановна
Ве́ра Ива́новна Ле́вченко (1920—2012) — работница советской целлюлозно-бумажной промышленности, машинист бумагоделательной машины Архангельского целлюлозно-бумажного комбината, Герой Социалистического Труда (1971).

## Биография
Родилась 21 сентября 1920 года в деревне Иваньково (ныне Вожегодского района Вологодской области). По национальности — русская.
В 1938 году после окончания средней школы по организованному набору приехала в Архангельск и в 1939 году была принята в качестве рабочей на строившийся Архангельский целлюлозно-бумажный комбинат. Так как не имела опыта работы на монтировавшемся оборудовании, она прошла подготовку на Сясьском целлюлозно-бумажном комбинате в Ленинградской области. Участвовала в пуске первой бумагоделательной машины в 1940 году.
В начале трудового пути работала в сушильном цехе. Позднее работала сушильщиком и сеточником. В 1942 году, заменив ушедшего на фронт коллегу, возглавила комсомольско-молодёжную бригаду, которая в трудовом соревновании получила почётное право называться фронтовой.
За активную трудовую деятельность в военное время была награждена медалью «За доблестный труд в Великой Отечественной войне 1941—1945 гг.».
В 1959 году участвовала в пуске третьей бумагоделательной машины АЦБК, там и работала бригадиром. 17 ноября 1970 года её бригада выполнила задание восьмой пятилетки (1966—1970), выработав сверх плана 13 032 квадратных метра бумаги.
В апреле 1971 года Указом Президиума Верховного Совета СССР за выдающиеся результаты в выполнении государственного пятилетнего плана машинисту бумагоделательной машины Архангельского целлюлозно-бумажного комбината Вере Ивановне Левченко было присвоено звание Героя Социалистического Труда с вручением ордена Ленина и золотой медали «Серп и Молот».
Являлась ударником коммунистического труда, награждалась почётными грамотами Архангельского целлюлозно-бумажного комбината, Новодвинского горкомов КПСС и ВЛКСМ, Архангельского обкомов КПСС и ВЛКСМ, облисполкома Совета депутатов трудящихся, грамотой Министерства целлюлозно-бумажной промышленности СССР.
В 1973 году вышла на пенсию. В последующие годы избиралась депутатом Исакогорского районного, Архангельского городского и областного Совета депутатов трудящихся.
До конца жизни проживала в городе Новодвинске Архангельской области. Скончалась 24 июня 2012 года на 92-м году жизни в Новодвинске, где и была похоронена.

## Награды и звания

### Ордена и медали
- Герой Социалистического Труда (1971)
- Орден Ленина (1971)
- Орден Трудового Красного Знамени (1961)
- медали, в том числе «За доблестный труд в Великой Отечественной войне 1941—1945 гг.» (1945) и медаль «Ветеран труда».

### Звания
- Почётный гражданин Новодвинска (1987)[2]
- почётное звание «Ветеран Архангельского целлюлозно-бумажного комбината»
- неоднократно Ударник коммунистического труда

### Прочее
Также, имя Веры Левченко занесено в Книгу Почёта Министерства целлюлозно-бумажной промышленности СССР и ЦК профсоюза, а также в Книгу Почёта Архангельской области.